# Vietteania homoeoptera
Vietteania homoeoptera là một loài bướm đêm trong họ Noctuidae.